# Dominique Habimana
Dominique Habimana ist amtierender Minister of Local Government der Republik Ruanda.

## Ausbildung und Karriere
Habimana erhielt 2006 einen Bachelorabschluss in Sozialwissenschaften von der Université Libre de Kigali und 2014 einen Masterabschluss in Entwicklungsstudien von der University of Rwanda. Zudem erwarb er im Jahr 2022 einen Executive Master in Konflikt- und Fragilitätsmanagement am Geneva Graduate Institute.
Er arbeitete als Senior Governance Programme Officer an der Schweizer Direktion für Entwicklung und Zusammenarbeit in Kigali sowie als Projektmanager bei Trócaire und World Relief. Zudem arbeitete er als Experte für die Deutsche Gesellschaft für Internationale Zusammenarbeit (GIZ). Am 6. Juni 2024 wurde Habimana Generalsekretär der Rwanda Association of Local Government Authorities (RALGA). Am 24. Juli 2025 ernannte Präsident Paul Kagame Habimana als Nachfolger von Patrice Mugenzi zum Minister of Local Government.